# الخطوط العريضة لفرنشايز أغنية الجليد والنار
تم تقديم المخطط التالي كنظرة عامة ودليل موضوعي لسلسلة روايات أغنية الجليد والنار من تأليف جورج ر. ر. مارتن:
أغنية الجليد والنار – سلسلة من روايات الخيال الملحمي للروائي وكاتب السيناريو الأمريكي جورج ر. ر. مارتن. تدور أحداث أغنية الجليد والنار في القارتين الخياليتين ويستروس وإيسوس. وجهة نظر كل فصل في القصة هي منظور محدود لمجموعة من الشخصيات التي تنمو من تسعة في الرواية الأولى إلى واحد وثلاثين في الرواية الخامسة. ألهمت الأعمال وبيئتها سلسلة إعلامية كبيرة. من بين العديد من الأعمال المشتقة العديد من الروايات التمهيدية، ومسلسل تلفزيوني، وتكييف كتاب هزلي، والعديد من ألعاب الورق واللوح والفيديو.

## امتياز إعلامي لسلسلة أغنية الجليد والنار

### الأعمال الأصلية
- المؤلف: جورج ر. ر. مارتن
  - الروايات
    - لعبة العروش (1996)
    - صدام الملوك (1998)
    - عاصفة السيوف (2000)
    - وليمة للغربان (2005)
    - رقصة مع التنانين (2011)
    - رياح الشتاء (يُحدد لاحقًا)
    - حلم الربيع (يُحدد لاحقًا)

  - البادئات
    - حكايا دنك وإج (1998–2015) / فارس من الممالك السبع (2015)
      - الفارس الجوال (1998)
      - السيف المحلف (2003)
      - الفارس الغامض (2010)

    - الأميرة والملكة (2013)
    - الأمير المارق (2014)
    - أبناء التنين (2017)
    - النار والدم (2018)[1]

### أعمال مستوحاة من أغنية الجليد والنار
- الكتب مرافقة
  - عالم الجليد والنار (2014)
  - صعود التنين (2022)

#### مسلسل صراع العروش
- حلقات صراع العروش
  - صراع العروش الموسم 1
    - «الشتاء قادم»
    - «طريق الملوك»
    - «لورد سنو»
    - «مقعدون، ولقطاء، وأشياء محطمة»
    - «الذئب والأسد»
    - «تاج ذهبي»
    - «إما تفوز أو تموت»
    - «النهاية المدببة»
    - «بايلور»
    - «النار والدم»

  - صراع العروش الموسم 2
    - «الشمال يتذكر»
    - «أراضي الليل»
    - «الذي مات ربما لم يمت»
    - «حديقة العظام»
    - «شبح هارنهال»
    - «الآلهة القديمة والجديدة»
    - «رجل بلا شرف»
    - «أمير وينترفيل»
    - «بلاك ووتر»
    - «فالار مورغوليس»

  - صراع العروش الموسم 3
    - «فالار دوهايرس»
    - «أجنحة الظلام، وكلمات الظلام»
    - «مشية العقاب»
    - «وانتهت حراسته الآن»
    - «قبلته النار»
    - «التسلق»
    - «الدب والعذراء الجميلة»
    - «أبناء ثانون»
    - «أمطار كاستامير»
    - «ميسا»

  - صراع العروش الموسم 4
    - «سيفان»
    - «الأسد والزهرة»
    - «محطمة الأغلال»
    - «حافظ العهد»
    - «الأول من اسمه»
    - «قوانين الآلهة والرجال»
    - «الطائر المحاكي»
    - «الجبل والأفعى»
    - «الحراس على الجدار»
    - «الأطفال»

  - صراع العروش الموسم 5
    - «الحروب القادمة»
    - «بيت الأسود والأبيض»
    - «العصفور الأعلى»
    - «أبناء الهاربي»
    - «اقتل الصبي»
    - «لا نقهر، لا ننحني، لا ننكسر»
    - «الهدية»
    - «هاردهوم»
    - «رقصة التنانين»
    - «رحمة الأم»

  - صراع العروش الموسم 6
    - «المرأة الحمراء»
    - «وطن»
    - «حافظ العهد»
    - «كتاب الغريب»
    - «الباب»
    - «دماء دمائي»
    - «الرجل المحطم»
    - «لا أحد»
    - «معركة النغلين»
    - «رياح الشتاء»

  - صراع العروش الموسم 7
    - «دراغونستون»
    - «مولودة العاصفة»
    - «عدالة الملكة»
    - «غنائم الحرب»
    - «قلعة البحر الشرقية»
    - «ما وراء الجدار»
    - «التنين والذئب»

  - صراع العروش الموسم 8
    - «وينترفيل»
    - «فارسة من الممالك السبعة»
    - «الليلة الطويلة»
    - «الأخير من آل ستارك»
    - «الأجراس»
    - «العرش الحديدي»

  - سلسلة مصاحبة
    - ما بعد العروش
    - ثرونكاست
- قائمة جوائز وترشيحات مسلسل صراع العروش
- قائمة شخصيات صراع العروش

#### ألعاب الطاولة

##### ألعاب فيديوأغنية الجليد والنار
- ألعاب فيديو أغنية الجليد والنار
  - لعبة العروش: التكوين
  - لعبة العروش (2012)
  - لعبة العروش: الصعود
  - لعبة العروش (2014)
  - لعبة العروش: الفتح
  - رينغز: لعبة العروش
  - لعبة العروش: الممالك السبع

## عالم أغنية الجليد والنار

### جغرافية العالم المعروف

#### ويستروس
- مناطق ويستروس
  - أراضي التاج
  - دورن
  - جزر الحديد
  - الشمال
    - ما وراء الجدار

  - المرعى
  - أراضي الأنهار
  - أراضي العاصفة
  - وادي آرِن
  - الأراضي الغربية

- معاقل ويستروس
  - كاسترلي روك
  - هارنهال
  - هايجاردن
  - كينجز لاندنج
  - البلدة القديمة
  - بايك
  - ريفررن
  - ستورمز إند
  - صنسبير
  - العش
  - التوأمتان
  - الجدار
  - وينترفل

### الناس في العالم المعروف
- شخصيات صراع العروش
- شخصيات سلسلة أغنية الجليد والنار
  - بيتر بايليش
  - جوفري باراثيون
  - رنلي باراثيون
  - روبرت باراثيون
  - ستانيس باراثيون
  - تومن باراثيون
  - رامزي بولتون
  - رووز بولتون
  - برون
  - ساندور كليجاين
  - كال دروجو
  - تورموند بلية العمالقة
  - ثيون جرايجوي
  - سيرسي لانستر
  - جايمي لانستر
  - تيريون لانستر
  - تايون لانستر
  - أوبرين مارتل
  - مليساندرا
  - جورا مورمونت
  - داريو نهاريس
  - دافوس سيوورث
  - جون سنو
  - آريا ستارك
  - بران ستارك
  - كاتلين ستارك
  - ند ستارك
  - روب ستارك
  - سانزا ستارك
  - دنيرس تارجارين
  - فسيرس تارجارين
  - سامويل تارلي
  - بريان التارثية
  - مارجري تايرل
  - ڤارس
  - إيجريت

#### العائلات النبيلة
- آل ستارك
- آل لانستر
- آل آرِن
- آلان باراثيون
- آل بولتون
- آل جرايجوي
- آل مارتِل
- آل تارجارين
- آل تارلي
- آل تلي
- آل تايرل

### لغات العالم المعروفة
لغات أغنية الجليد والنار
- دوثراكية
- فالارية

### المواضيع في أغنية الجليد والنار
- العرش الحديدي
- سائر أبيض

## وصلات خارجية
- الموقع الرسمي لجورج ر. ر. مارتن (بالإنجليزية)
- هكذا تكلم مارتن, مجموعة من التصريحات والمراسلات والمقابلات التي أجراها جورج ر. ر. مارتن. (بالإنجليزية)
- أغنية الجليد والنار على  قائمة كتب الإنترنت (بالإنجليزية)
- أغنية الجليد والنار على مشروع الدليل المفتوح (بالإنجليزية)